# 陳思謙
陳思謙（1283年—1353年），字景讓，祖籍趙州寧晋（今河北省寧晋縣），元朝人，官至御使中丞、榮祿大夫，追封魯國公，諡通敏。

## 生平
祖父陳祐，元世祖時擔任浙東道宣慰使，被新昌縣鄉盜所害。陳思謙早年喪父，隨母遷徙到山東滕州西部濱湖平原，為滕州陳氏始祖，在其居所建有天嶽神宇，子孫皆在此地居住。《元史》、《新元史》、《元史新編》均有傳記。《滕志》、《趙州志》、《寧晋縣志》也有其傳記。元末，天嶽神宇遭起義軍破壞。

## 後代
明朝初年燕王南征時，其孫陳友、陳牛兒（後更名陳猷）因戰功分別升為濟寧州金吾衛副千戶、正千戶。曾孫陳庸，明朝永樂十八年鄉試中舉，任碭山縣儒學訓導。玄孫陳輔，天順四年以歲貢任胙城縣知縣。五世孫陳福、陳祿、陳祥，分別遷徙到今滕州市濱湖鎮南陳莊村、界河鎮萬家院、二十里鋪、大塢鎮休城、卓莊、和福、黃橋等村。